# John Tonkin
John Tonkin AC (Boulder, 2 februari 1902 – Perth, 20 oktober 1995), in de volksmond ook wel Honest John genoemd, was de twintigste premier van West-Australië.

## Vroege jaren
Tonkin werd in 1902 in West-Australië geboren. Hij was het oudste van drie kinderen uit het huwelijk van John Trezise Tonkin, een machinist, en Julia Carrigan. Zijn moeder was katholiek en vader methodist. Tonkins vader was vakbondsman en aanhanger van de Australian Labor Party (ALP) waardoor Tonkin al vroeg interesse in de politiek ontwikkelde. Tonkin liep school aan de 'Boulder City Central School' en de 'Eastern Goldfields High School'.
Tonkin verliet de schoolbanken op vijftienjarige leeftijd. Hij ging aan de slag als kantoorhulp bij 'Kalgoorlie Electric Power Co. Ltd'. In 1918-19 werd hij studiebegeleider aan de 'Brown Hill State School' en vervolgens vervangingsleerkracht in Edjudina. In 1922 behaalde hij een onderwijsdiploma aan het 'Claremont Teachers College' waarna hij aan verschillende scholen in het zuidwesten van West-Australië les gaf. De scholen hadden meestal slechts één leerkracht.
Op 29 december 1926 trouwde Tonkin in de 'St Mary’s Church of England' in West Perth met Rosalie Maud Cleghorn. Het koppel verhuisde naar Perth toen Tonkin in 1930 in een school in North Perth werd aangesteld. Van 1930 tot 1933 gaf hij les aan een school in North Fremantle. Tonkin volgde afstandsonderwijs en bekwaamde zich als boekhouder.

## Politieke carrière
In 1923 werd Tonkin lid van de ALP. Hij nam deel aan de verkiezingen van 1927 en 1930 maar werd niet verkozen. Tegen 1933 had Tonkin voldoende steun in de partij verworven en dat jaar won hij de zetel voor het kiesdistrict North-East Fremantle. Hij versloeg er zijn baas, minister van onderwijs Hubert Parker. De ALP vormde een regering met Philip Collier als premier. Met Tolkin werden toen twee andere latere premiers voor het eerst verkozen, Frank Wise en Albert Hawke. Ze hadden alle drie vernieuwende ideeën en leiderschapscapaciteiten en werden de drie musketiers genoemd. Wise en Hawke werden vrij vlug minister. Tonkin diende langer te wachten om hogerop te raken. Hij had minder connecties in de vakbond of in religieuze organisaties en kwam soms pedant over. Van 1939 tot 1943 was hij wel secretaris van de West-Australische parlementaire laborfractie.
Tijdens de verkiezingen van 1936 verloor Tonkin zijn parlementszetel bijna. Hij spande zich vervolgens meer in voor zijn kiezers en paste zijn stijl aan. De verkiezingen van 1939 deed hij beter. Op 30 augustus 1940 kreeg Tonkin parlementair verlof om als soldaat aan de Tweede Wereldoorlog deel te nemen. Hij voegde zich bij de 'Citizen Military Forces' (CMF). Tonkin diende in lokale eenheden, in het '25th Light Horse (Machine-Gun) Regiment' en vanaf mei 1941 in het '11th Battalion'. Hij zou het tot sergeant schoppen. In de jaren 1930 had zich tussen Tonkin en John Curtin, die voor Fremantle in het federale parlement zetelde, een werkrelatie ontwikkeld. Tonkin drong er bij Curtin, ondertussen premier van Australië, op aan om de verdediging van West-Australische buitengrenzen niet uit het oog te verliezen. In 1942-43 steunde Tonkin Curtin om het standpunt van de ALP over de dienstplicht te wijzigen.
In 1943 won de ALP de West-Australische verkiezingen voor de vierde keer op rij. Tonkin werd minister van onderwijs en sociale zaken. Na de dood van Curtin in 1945 dacht hij erover na zich verkiesbaar te stellen voor diens vrijgekomen federale parlementszetel maar besloot uiteindelijk het niet te doen. In juli dat jaar werd Wise premier van West-Australië. Tonkin kreeg bovenop de bevoegdheden onderwijs en sociale zaken de bevoegdheid landbouw. Tonkin sloot de kleinere scholen op het platteland, bouwde regionale scholen en richtte schoolvervoer in. Hij vernieuwde de schoolinfrastructuur, verlaagde het leerlingenaantal in de klassen en verbeterde de lerarenopleidingen. Hij verwierp de roep vanuit de oppositie om de Aborigineskinderen van de witte kinderen de scheiden. Tonkin had zelf ervaren dat de Aborigineskinderen "net zo goed konden leren en zich even goed, zo niet beter, gedroegen als de witte kinderen".
De ALP verloor de verkiezingen van 1947 en 1950. In 1953, met Hawke als oppositieleider en Tonkin als zijn rechterhand, won de ALP de verkiezingen wel. Tonkin werd vicepremier en minister van openbare werken en watervoorzieningen. De eerste 15 maanden was hij ook nog minister van onderwijs. De regering was voorstander van een sterke publieke sector en de overheid participeerde onder meer in de bankensector, de verzekeringssector, het openbaar vervoer en de scheepvaart. De ALP-regering won de verkiezingen van 1956 maar werd tegen gewerkt door het hogerhuis. Ze ondervond veel tegenstand tegen de anti-woeker-wetgeving die ze probeerde te implementeren. Tonkin zette zich in voor de industriële ontwikkeling van West-Australië en leidde in 1958 economische missies naar de Verenigde Staten en het Verenigd Koninkrijk.
In 1959 verloor de regering Hawke de verkiezingen. David Brand werd premier en stelde een koninklijke onderzoekscommissie naar het kansspel in, die eigenlijk tegen Tonkin was gericht. Tonkin was een fervent rensportliefhebber maar was wel tegenstander van wedden op krediet. Tonkin bood aan zijn ontslag te geven als er onregelmatigheden zouden opduiken doch dit was niet het geval. De ALP verloor de verkiezingen van 1962 nipt en de verkiezingen van 1965 zwaar. Eind 1966 ging Hawke op rust en Tonkin werd oppositieleider en leider van de ALP in West-Australië. Hij overtuigde de partij dat niet alleen het staatsonderwijs maar ook het vrije onderwijs overheidssteun diende te genieten. Tijdens de verkiezingen van 1968 scoorde de ALP beter dan tijdens de vorige verkiezingen maar bleef in de oppositie. Het jaar erop stierf Tonkins echtgenote aan kanker. Hij overwoog toen serieus om op rust te gaan.
De ALP won de verkiezingen van 1971 en Tonkin werd premier van West-Australië. Op 12 juni dat jaar hertrouwde hij met Winifred Joan West in de 'Wesley Church' in Perth. West was gescheiden en ere-secretaris van de West-Australische afdeling van Royal Commonwealth Society.
Tonkins regering ondervond veel moeilijkheden door haar nipte meerderheid en een vijandig hogerhuis. Eenentwintig door de regering voorgestelde wetten werden verworpen. De regering slaagde er wel in de wettelijke vakantie van de ambtenarij naar vier weken op te trekken, gelijk loon voor gelijk werk te verkrijgen en de uitkeringen te verhogen. In 1971 duidde het een parlementaire ombudsman aan en richtte een consumentenorganisatie op. Het jaar erop werd de 'Environmental Protection Authority' opgericht. De oppervlakte door nationale parken en natuurreservaten beschermd natuurgebied werd aanzienlijk vermeerderd. De regering zorgde voor gratis lesboeken voor de schoolgaande jeugd, gratis openbaar vervoer voor de gepensioneerden en de uitbreiding van financiële hulp voor slachtoffers van criminaliteit. De 'Aboriginal Lands Trust' en een nieuw agentschap voor kinderwelzijn werden opgericht. De stemgerechtigde leeftijd werd verlaagd tot 18 jaar.
Tonkin nam als premier deel aan marsen tegen de Vietnamoorlog. Hij sprak zich uit tegen racisme in de sportwereld. Doordat Tonkins echtgenote, dochter, vader en schoonvader aan kanker stierven was hij een fel voorstander van alternatieve geneeswijzen zoals de 'Tronado machine', een machine die cellen verhitte door middel van UHF- of microgolven. Hij was, ook in deze tegen de wetenschappelijke visie in, tegenstander van het toevoegen van fluoride aan het drinkwater.
In maart 1974 verloor de regering Tolkin de verkiezingen, voornamelijk door de impopulariteit van de federale ALP-regering. Tonkin bleef nog twee jaar oppositieleider. Hij besloot in 1976 niet meer aan de verkiezingen deel te nemen en op rust te gaan. Tonkin zetelde langer dan 43 jaar in het parlement. In 2020 was hij daardoor nog steeds het langst zetelende parlementslid van West-Australië ooit.

## Nalatenschap
Tolkin stierf op 20 oktober 1995. Hij liet zijn tweede echtgenote en een dochter en zoon uit zijn eerste huwelijk achter.
In 1977 werd hij tot companion in de Orde van Australië benoemd.
In de jaren 1980 werden de 'Tonkin Highway' en de 'Tonkin Water Centre' naar hem vernoemd, in 1995 de 'Tonkin Bridge' en in 2011 het 'John Tonkin College' in Mandurah. Het 'John Tonkin Reserve' in East Fremantle draagt ook zijn naam.
- Australian Dictionary of Biography: tonkin-john-tresize-29935
- SNAC: w6715jkg
- Virtual International Authority File: 93019020